# Bulla Elma
Bulla Elma (Selmecbánya, 1913. augusztus 26. – Budapest, 1980. május 14.) Kossuth-díjas magyar színművésznő, érdemes és kiváló művész.
Szülei, Bulla Antal és Lehoczky Elma felismerve lányuk tehetségét, beíratták a Bérczy-féle tánciskolába, és a helyi szlovák színház prímabalerinájához, az orosz származású Aubrichtovához járatták táncórákra. Igazi csodagyerekké vált kiemelkedő tehetsége által. Hamar felfigyeltek rá, hatéves korára önálló matinét szervezett számára a tánciskola. Viscoussi olasz balettmester külföldi turnéra vitte.

## A csodagyerek
1923 és 1925 Munczi Bulla művésznéven csodagyerekként lépett fel szerte Európában. Bécsi szereplései során szerepelt a bécsi Józsefvárosi Színházban (Theater in der Josefstadt), Max Reinhardt is felfigyelt rá, beszélt a lány szüleivel, és átvette a képzését. Kitartóan és igen nagy lépésekben kellett haladnia angol, francia, és német intenzív nyelvórákat vett. Emellett pedig a színjátszás alapismereteit tanulja Margarethe Forbes-tól, aki korábban Darvas Lilit is tanította. A tehetséggondozás hatására alig tizenhárom évesen már Puckot játszott németül a Szentivánéji álomban.
Később a színésznő ezt mondta Reinhardtról: „Magam sem tudom, hogy olyan jól beszéltem, vagy olyan rosszul táncoltam, amikor meglátott, de rábeszélt, hogy adjam fel a balettálmokat és legyek színész.”
1928-tól 1934-ig Reinhardt társulatának egyik vezető színésznőjeként német nyelven játszott Berlinben, Münchenben és Bécsben. Ekkor már hírnévre tesz szert, és úgy jelenik meg az újságokban, mint „Reinhardt új felfedezettje: egy pozsonyi magyar lány”.

## Itthon
Reinhardt egyik vezető színészének a nevét lassan itthon is megtanulták. Bárdos Artúr a (Belvárosi Színház alapítója és igazgatója) 1934-ben a bécsi Kammerspielében megnézi a színésznőt Az orvos válaszol című darabban. Abban az évben haza is hívta, 1935 elején már a Belvárosi Színházban debütált, Meller Rózsi „Vallomás” című darabjában.
Kosztolányi Dezső a következő szavakkal méltatta a színésznőt: „Hittel írom le azonban, hogy pályámon hasonló európai értékkel, hasonló nemes reménységgel ritkán találkoztam. Ez a színésznő törékeny vállain a fönséget hordozza…"
A korszak másik neves kritikusa, Schöpflin Aladár így ír a színésznőről: „Mintha már nem is test volna, csak merő, lobogó lélek”.
A „Vallomás” előadásai közben folyton berekedt, orvoshoz fordult. Életében magánéleti változások következtek be. Ezek mellett is a csúcsra ért, és 23 éves felnőtt színésznőként folytatta karrierjét. George Bernard Shaw darabjában, a Szent Johannában 1936-ban a címszerepben felnőtt színészként is berobbant a magyar színművészet élvonalába.
A budapesti kritikusok: Herczeg Ferenc, Márai Sándor, Vámbéry Rusztem és mások is lelkendezve írtak alakításáról. Ugyanebben az évben  megkapta a „Vallomás” című színmű filmváltozatának („Én voltam”) főszerepét is, amiben többek közt Csortos Gyulával, Törzs Jenővel és Uray Tivadarral szerepelt.
1938-ban a Belvárosi Színháztól a Vígszínházhoz szerződött.
Karrierje megakadni látszott, és az 1940-es évek filmjeiben általában a megértő, jóságos feleség szerepét kapja, aki a férjéért a végzet asszonyaival küzd meg. Így Karády Katalinnal a „Kísértés” (1942), Tolnay Klárival a „Férfihűség” (1942), Muráti Lilivel a „Késő” (1943) című filmben, Nagykovácsi Ilonával a „Fény és árnyék”-ban (1943). Ezekben a filmekben csupán karakterszínészként szerepelhetett.
Bulla Elma akkoriban így nyilatkozott: „Valaha mindenáron arra törekedtem, hogy érdekes legyek a színpadon. Az epés kritikusok akkoriban azt írták rólam, hogy modoros vagyok. Egy-egy kézmozdulatom megformálásán sokat töprengtem. Igen, igen a kéz mozgatása volt erényem is, hibám is. (…) A régi filmekben a jóságos, megértő feleség szerepkörébe skatulyáztak be, … nekem ez rémes volt."
Az 1942-ben forgatott „A kétezer pengős férfi” című filmben, illetve Bán Frigyes „Az ötös számú őrház” című alkotásában újra drámai szerepben láthatjuk.
A háború után újra a Belvárosi Színház tagja lett, de fellépett a Vígszínházban és a Művész Színházban is. 1951 végén a Belvárosi Színház (1917-1951) megszűnt, Bulla Elmát a Magyar Néphadsereg Színházához helyezték és haláláig ott játszott. Időskori ikonikus szerepe: Örkény István Macskajáték című darabjában, Giza, amit 1971-től csaknem 200 estén át játszott Sulyok Mária partnereként.
1953-ban, 10 év kihagyás után visszatér a filmvászonra. Számos tévéjátékban játszott, a Macskajáték után szoros rendező–színész viszony alakul ki közte és Makk Károly között. Utolsó jelentős filmjeit is vele forgatta a televíziónak.

## Magánélete

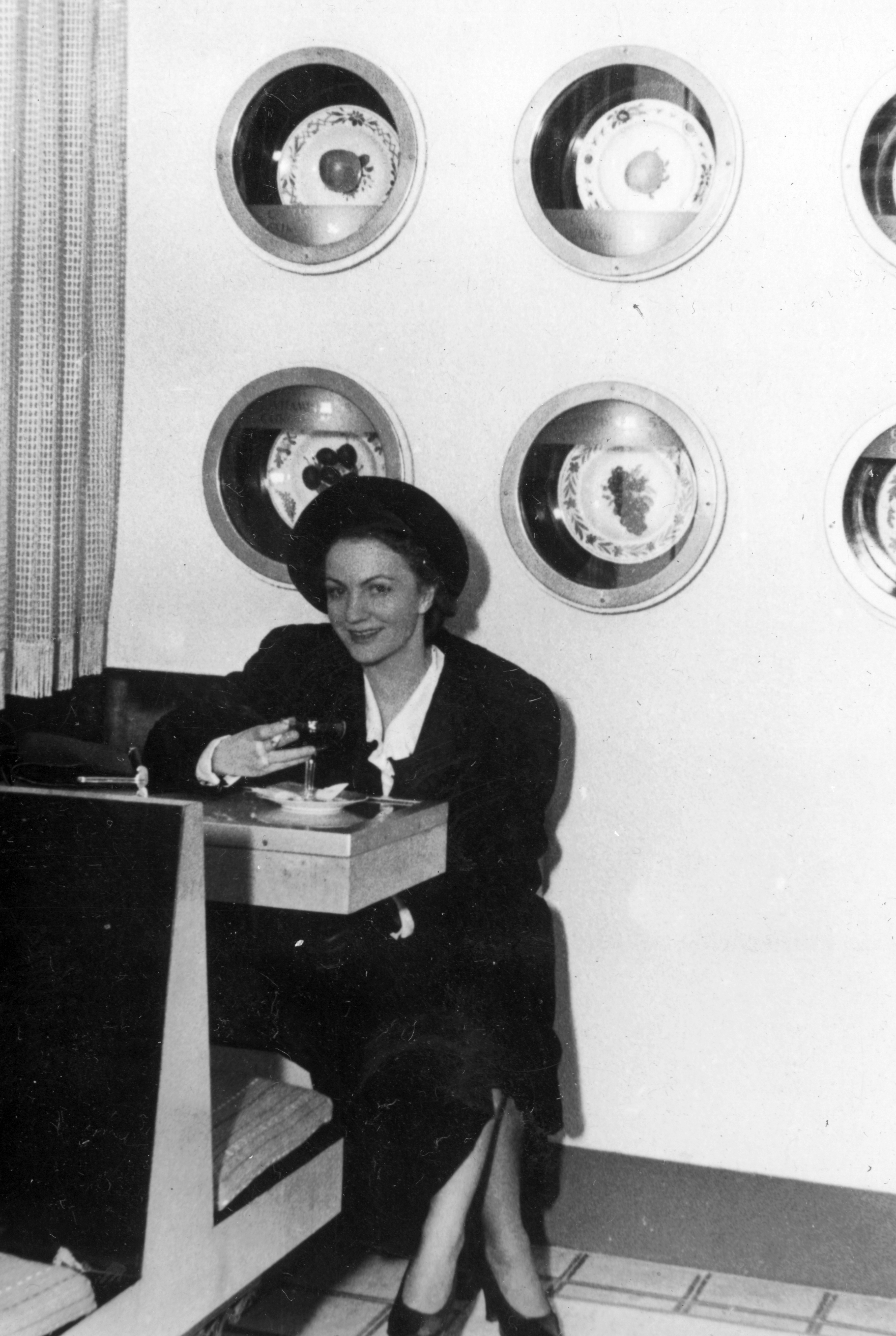
Bulla Elma 1939-ben

A még csak 22 éves színésznőnek magánéletében komoly változás történt. A „Vallomás” című darab egyik előadása után, torokproblémája miatt orvoshoz kellett fordulnia. A svábhegyi szanatóriumban megismerkedett leendő férjével dr. Nagy Endre orvos–professzorral, ő kezelte az akkor már Londonban élő Korda testvéreket is, és sokat azon színészek közül, akik Kordáék filmjeiben játszottak. A szerelmet 1936-ban házasság követte, a Mátyás-templomban lezajlott esküvő után Budán az Endresz György utca 4/b szám alatt találták meg közös otthonukat. Első férjével 1939-ben együtt mentek ki New Yorkba, ahol színésznő nyolc hónapig maradt, mielőtt hazajött azzal búcsúztak, hogy hamarosan újra együtt lesznek, de a férje soha többé nem tudott hazatérni. 1947-ben meghalt. Bulla később Fendrik Ferenc zalaegerszegi író, drámaíró, újságíró és színikritikus felesége lett.
Okos és kifejezetten művelt asszony volt, mindehhez mély érzelmi intelligencia is társult.
Magánéletével kapcsolatos nyilatkozatai rendkívül visszafogottak voltak, a színházi társalgóban egész lényét „nyilvános magány” övezte. A gyermeki egyszerűség és nyitottság párosult benne a felnőtt ember zárkózottságával, összeszedettségével, és ami esetében nagyon fontos, az önbirtoklással. Örkény Macskajátékában, Sulyok Máriával kellett színpadra lépnie. Különösebb konfliktus ugyan nem volt közöttük, de egymás sikerét a másiktól elirigyelték.
Halála:
Kosztolányi így írja le a színésznőt: „Nincs rajta más ékszer, mint a szeme, amely olyan intenzíven kék, mintha nefelejcskivonatból lenne csinálva.”
Ez a tekintet hunyt ki 67 éves korában, 1980. május 14-én Budapesten. Férjével, az őt öt évvel később követő Fendrik Ferenccel közös sírhelyben nyugszanak.
A színésznőt isteni Bullaként, vagy az egykori csodagyerekként emlegetik.

## A színészeten túl – Divattevékenység
A Fényszóró művészeti hetilap így írt az 1940-es évekbeli színészekről 1945. szeptember 26-ai számában: „Nappali színész. Régente […] a színésznőt pedig szinte felismerhetetlenné tette öltözködése és társaságbeli viselkedése. Manapság a színészfoglalkozás külső megkülönböztető jegyei sokkal kevésbé szembetűnők, de azért megvannak. […] Nappali színész az, aki napközben, civilben, inkább adja a színészt, mint amennyire este, persze a színpadon, az tud lenni."

Bulla Elma megjelenése: Törékeny alkata, egyéni, kissé fátyolos hangja az intellektuális, szenvedő asszonyalakok megformálására tették alkalmassá, de még jobban állt kezében a tenyeres-talpas parasztlány kardja, mint a hódító szépasszony finom, illatos csipkelegyezője.
A színésznő fiatal korában legtöbbször a legdivatosabb berakott frizurával látható.
A sztárok karitatív tevékenysége is egyre fontosabbá vált. A színésznők már 1941 októberében bekapcsolódtak a Vöröskereszt segélyakciójába, többek között Bulla Elma is. A Filmszínház Irodalom 1942-től pamutot osztott azoknak a színésznőknek, akik meleg holmit akartak kötni a fronton harcoló katonáknak, úgy hogy saját nevüket belevarrják a ruhadarabba. Bulla Elma is a vállalkozó színésznők között volt.

## Színpadi szerepeiből

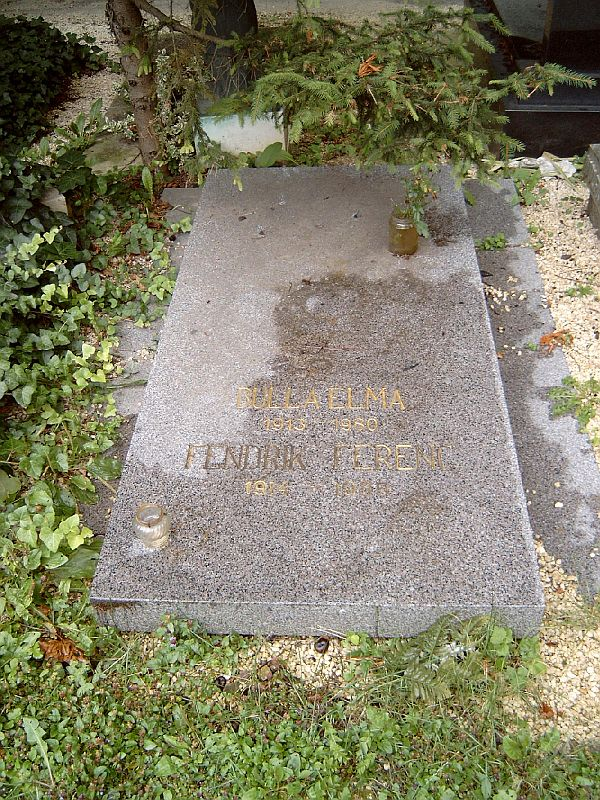
Bulla Elma és Fendrik Ferenc sírja Budapesten. Farkasréti temető: 25-I-1-52.

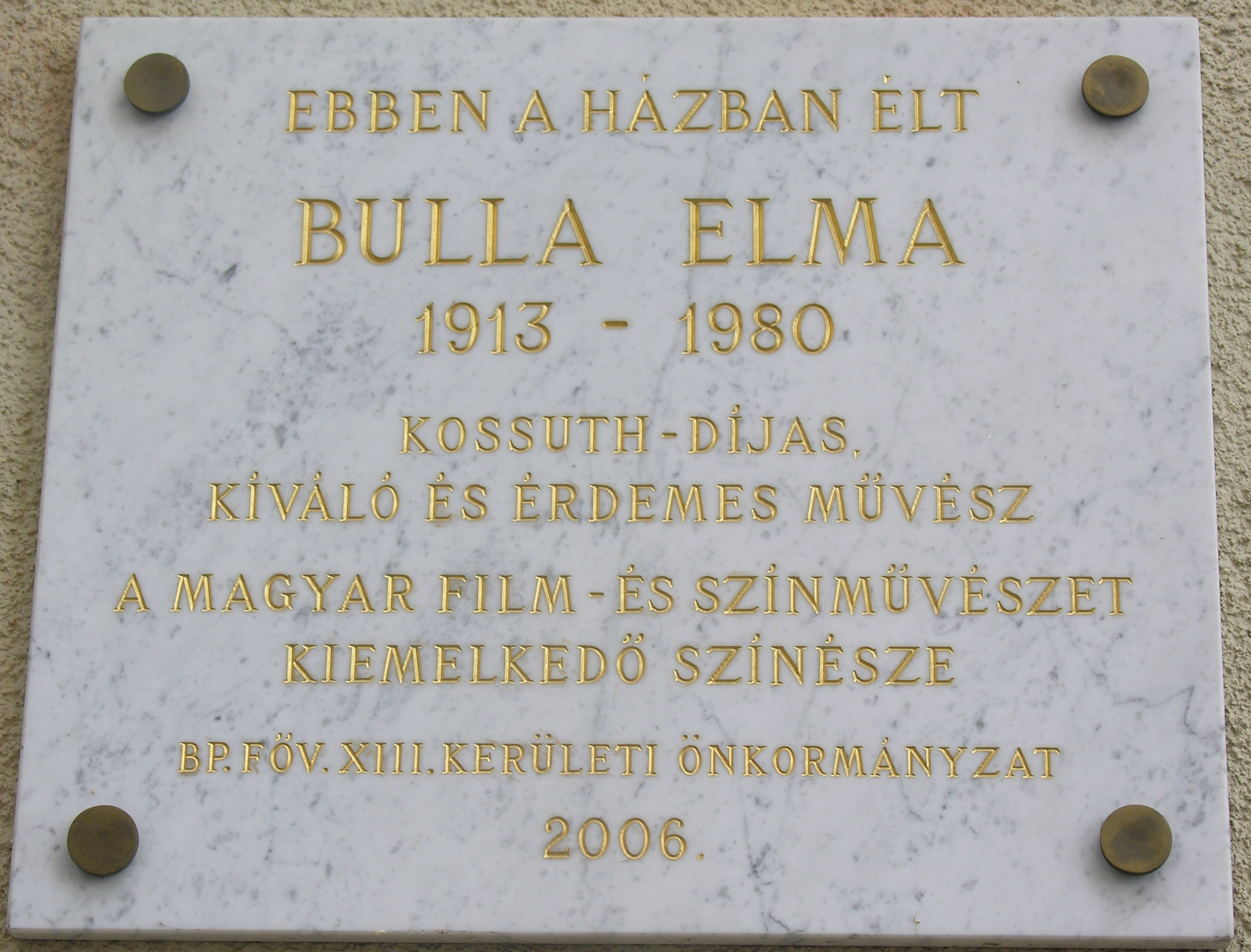
Bulla Elma emléktáblája egykori lakhelyén, a Radnóti Miklós utca 40. szám alatt

- Judit (George Bernard Shaw: Az ördög cimborája)
- Johanna (G. B. Shaw: Szent Johanna)
- Édes Anna (Kosztolányi Dezső)
- Candida (G. B. Shaw)
- Hedvig (Henrik Ibsen: A vadkacsa)
- Kate Keller (Arthur Miller: Édes fiaim)
- Anya (Karel Čapek: Fiaim)
- Alvingné (Ibsen: Kísértetek)
- Bettina Clausen (Gerhart Hauptmann: Naplemente előtt)
- Mónika (Mesterházi Lajos: Pesti emberek)
- Lizzie (Richard Nash: Az esőcsináló)
- Lady (Tennessee Williams: Orpheusz alászáll)
- Mathilde von Zahnd (Friedrich Dürrenmatt: A fizikusok)
- Marthe (Joseph Kesselring: Arzén és levendula)
- Bódogné (Szakonyi Károly: Adáshiba)
- Mme Arcati (Noël Coward: Vidám kísértet)
- Giza (Örkény István: Macskajáték)
- Ambra (Aldo Nicolai: Hárman a padon)

## Filmszerepei

### Játékfilmek
- Der Herr auf Bestellung (1930) – Titi
- Mindent a nőért! (1933)
- Es flüstert die Liebe (1935) – Marion Beriot
- Én voltam (1936) – Huber Vanda
- Szeressük egymást (1940) – Benda Vera
- Kísértés (1941) – Mária, Kétzy felesége
- Isten rabjai (1942) – Margit hercegnő
- A 2000 pengős férfi (1942) – Kelemen Klári
- Az 5-ös számú őrház (1942) – Zsuzsa
- Éjfélre kiderül (1942) – Kállainé
- Férfihűség (1942) – Júlia, Sándorffy felesége
- Nemes Rózsa (1943) – Nemes Rózsa
- Fény és árnyék (1943) – Mária, Gábor felesége
- Késő (1943) – Mária, Tamássy felesége
- A város alatt (1953) – Váradiné, Géza anyja
- Egy pikoló világos (1955) – Csériné
- Ünnepi vacsora (1956) – Györgyi néni
- Két vallomás (1957)
- Razzia (1958/I) – Tóthné
- Álmatlan évek (1959)
- Hosszú az út hazáig (1960) – Csűrösné
- Párbeszéd (1963) – Kocsis háziasszonya
- Világos feladja (1964)
- Iszony (1965)
- Szeressétek Odor Emiliát! (1968) – Intézeti igazgatónő
- Pokolrév (1969)
- Rászedettek (1972)
- Macskajáték (1972) – Giza
- Álljon meg a menet! (1973) – Babjákné

### Tévéfilmek
- Családfő (1958) – Anya
- Öröklakás (1963)
- Az orvos halála (1966) – Emmi, Weisz felesége
- Bors (1968) (tévéfilmsorozat) – Belováry Mónika báróné
- A Danaida (1971) - Anyuci
- Vasárnapok (1971) – Dávid anyja
- A Müller család halála (1972)
- Intőkönyvem története (1974) – Baba néni
- A nagy üzlet (1975)
- Drong, a bohóc (1976)
- Philemon és Baucis (1978) – Öregasszony
- A téglafal mögött (1979)
- Vénasszonyok nyara (1980)
- Két történet a félmúltból (1980)

## Hangjátékok
- Zilahy Lajos: Gyümölcs a fán (1947)
- Móricz Zsigmond: Rokonok (1950)
- Vajda István: Oxigén (1954)
- Kun Imre: És elmentek hozzá az emberek... (1958)
- Gombos László: Ének az emberről (1959)
- Gyárfás Endre: Egy pillanat gyümölcse (1961)
- Kosztolányi Dezső: Pacsirta (1961)
- Maeterlinck, Maurice: A kék madár (1961)
- Irwin Shaw: Hazafiak (1962)
- Karlludvig Opitz: A bomba (1962)
- Mauriac, Francois: Viperafészek (1962)
- Miller, Arthur: Gyújtópont (1962)
- Verge, Jules: A Begum 500 milliója (1962)
- Szabó Magda: A hallei kirurgus (1963)
- Tamási Áron: Énekes madár (1963)
- Fischer, Leck: Az örök gond (1964)
- Tóth Károly: Claudius, az isten (1965)
- Szabó Magda: A rab (1966)
- Somerset Maugham: Téli utazás (1967)
- Brandys, Kazimiers: Elszállt az élet (1968)
- Gergely Sándor: Vitézek és hősök (1968)
- Gáspár Margit: Memento (1969)
- Kopányi György: Idézés elhunytaknak (1969)
- Balzac, Honoré de: Goriot apó (1970)
- Homérosz: Odüsszeia (1970)
- Lawrence, Hilda: Sárga kesztyűk (1970)
- Vihar Béla: Az utas (1970)
- Németh László: Gyász (1971)
- Macskajáték (1972) rádiós közvetítés)
- Puskás Károly: Irodalmi séta Prágában (1975)
- Szakonyi Károly: Adáshiba (1975)
- Vihar Béla: A kék tündér hídja (1975)
- Bendová, Krista: Egy öreg ház három csodája (1976)
- Szabó Magda: Sziget-kék (1979)

## Díjai
- Érdemes művész (1954)
- Kossuth-díj (1956)
- Kiváló művész (1960)
- Varsányi Irén-emlékgyűrű (1971)[4]